# Ekkasak Buabao
Ekkasak Buabao (thailändisch เอกศักดิ์ บัวเบา, * 11. Mai 1985 in Ratchaburi) ist ein thailändischer Fußballspieler.

## Karriere
Ekkasak Buabao stand von 2007 bis 2010 beim Samut Songkhram FC unter Vertrag. Der Verein aus Samut Songkhram spielte 2007 in der zweiten Liga, der Thai Premier League Division 1. Ende 2007 wurde er mit dem Klub Vizemeister und stieg in die erste Liga auf. 2011 wechselte er für ein Jahr nach Chanthaburi zum Zweitligisten Chanthaburi FC. Die Hinserie 2012 spielte er beim Erstligisten Thailand Tobacco Monopoly FC. Zur Rückserie wechselte er zu seinem ehemaligen Verein Samut Songkhram FC. Für Samut absolvierte er 33 Erstligaspiele. Ende 2014 musste er mit Samut in die zweite Liga absteigen. Nach dem Abstieg verließ er den Verein und schloss sich dem Drittligisten Samut Sakhon FC an. Der Verein aus Samut Sakhon spielte in der dritten Liga, der damaligen Regional League Division 2. 2015 trat der Klub in der Central/Western Region an. Hier wurde er am Ende der Saison Meister. 2016 wurde der Verein der Western Region zugeteilt. Auch hier wurde er mit Samut Meister der Region. Ayutthaya United FC, ein Drittligist aus Ayutthaya, verpflichtete ihn die Saison 2017. 2018 unterschrieb er einen Vertrag beim Ligakonkurrenten Sakaeo FC in Sakaeo.
Seit Anfang 2019 ist er vertrags- und vereinslos.

## Erfolge
Samut Sakhon FC
- Regional League Division 2 – Central/West: 2015
- Regional League Division 2 – West: 2016